# Néffer Kröger
Aura Néffer Kröger Ruibal (Montevideo, 3 de julio de 1925 - Rocha, 19 de septiembre de 1996) fue una artista, musicóloga, concertista, docente, investigadora, crítica musical, divulgadora cultural y promotora de las artes uruguaya.
Entre sus ocupaciones se dedicó a la difusión de compositores contemporáneos, especialmente de autores nacionales. En su labor pianística se destaca la divulgación de la obra de la compositora uruguaya Carmen Barradas.
En su actividad como concertista ofreció múltiples primeras audiciones para Uruguay de compositores contemporáneos nacionales y extranjeros en Salas de concierto y en auditorios radiales.
En su labor como musicóloga, docente e investigadora desarrolló actividades a nivel universitario en Uruguay y en Ecuador. Fue catedrática así como también ofreció  numerosas charlas de divulgación cultural con ilustraciones musicales.
Su interés por promover el arte y los artistas nacionales la llevó a organizar diversas exposiciones y ofrecer conciertos en Museos o Salas de exposiciones, buscando aunar varias manifestaciones artísticas.
Realizó publicaciones en Uruguay, Ecuador y México y participó en dos discos colectivos de música uruguaya.

## Primeros años

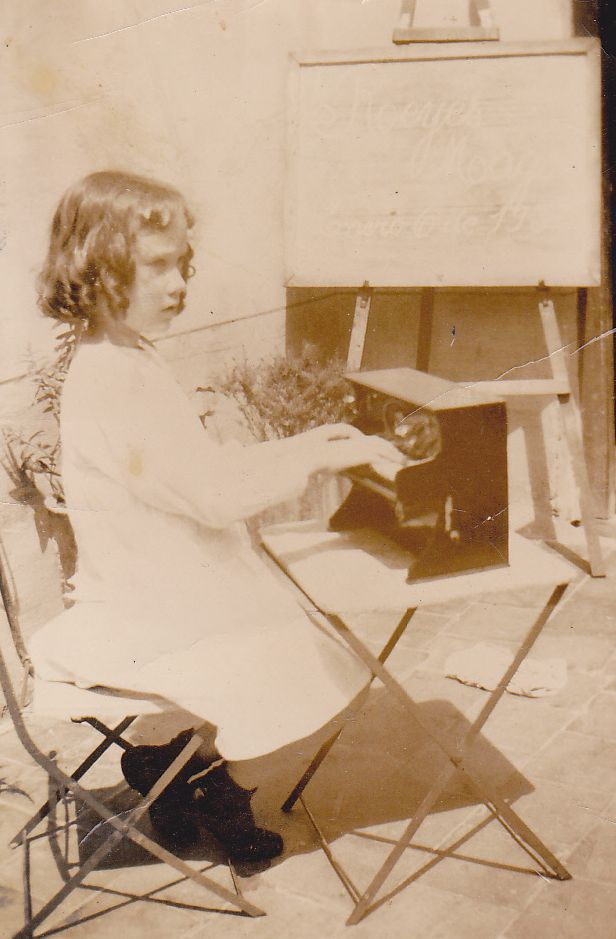
Néffer Kröger en Montevideo, aproximadamente 1930.

Néffer Kröger nació en Montevideo el 3 de julio de 1925, hija de Miguel Marcos Kröger y Dora Josefina Ruibal. Su padre era militar (Jefe del Regimiento de Caballería N.º 7 y N.º 3 entre otros) y su madre era ama de casa. El matrimonio tuvo tres hijos, siendo Néffer la única niña, nacida en segundo lugar. Debido a la profesión de su padre, su infancia y adolescencia se desarrollan en diversos lugares (Cerro Largo, Rivera) acompañando toda la familia los traslados del padre.
En 1933 su padre, de orientación política batllista, es destituido por su oposición al golpe de Estado de Gabriel Terra.
Al instalarse en Montevideo en 1933, Néffer, con 7 años, inicia sus estudios de piano con el Maestro Romualdo Moro. En 1938, el 16 de junio, obtiene el título de profesora de solfeo. Continúa con sus estudios de piano y con 17 años realiza su primera audición de piano el 29 de agosto de 1942.
El 31 de julio de 1943 obtiene el título de Profesora Superior de Piano en el Conservatorio Musical Romualdo Moro con obras de Bach, Robert Schumann, Liszt y Carl María von Weber. Ese mismo año inicia sus estudios de perfeccionamiento con el Maestro Guillermo Kolischer y de armonía y contrapunto con el Maestro Tomás Múgica.
El 24 de septiembre de 1943 participa como concertista en la «Velada Patriótica, Cultural y Artística», organizada por la Legión Militar General Artigas en el Ateneo de Montevideo.

## Formación
En 1944 conoce a Carmen Barradas en el Instituto Normal «María Stagnero de Munar» con quien inicia una amistad y una prolífica colaboración artística.
Es así que el 22 de noviembre de 1945, Néffer Kröger realiza el primer recital dedicado a la obra de Carmen Barradas en la Biblioteca Artigas de Colón.
Al ser designado el Maestro Tomás Mugica Director del Conservatorio Municipal de Tacuarembó, Néffer pasa a tomar las clases de armonía y contrapunto con Nydia Pereyra Lizaso y Ángelo Turriziani respectivamente.
El 31 de octubre de 1947 participa en el acto cultural organizado por Carmen en la Escuela Sarmiento y el 5 de noviembre de 1948 tiene lugar su segunda participación en otro acto cultural de Carmen en la Escuela Sarmiento.
El 12 de mayo de 1949, en audición por CX 6 Radio del Sodre, CXA 4 y CXA 10, estrena el Estudio rítmico tonal en si bemol menor antiguo de Carmen Barradas dedicado a Néffer. El programa incluye también obras de Galuppi, Bach y Satié. Ese mismo año, y por las mismas ondas radiales, ofrece otro recital donde interpreta obras de Ricardo Storm, Kreuck, Bartók y Hindemith. El 27 de octubre, hace su última participación en otro acto cultural en la Escuela Sarmiento organizado por Carmen Barradas.
El 29 de junio de 1950, en CX 6 Radio del Sodre, estrena Suite Nº 1 de Ricardo Storm, obra también dedicada por su autor a Néffer Kröger.
También en 1950 estrena en el Ateneo de Montevideo, en concierto organizado por AEMUS (Asociación de Estudiantes de Música), cuatro fugas de Ricardo Storm, dedicadas a ella. Ese mismo año estudia composición con el Maestro Enrique Casal Chapí.
El 8 de junio de 1951, dentro de un extenso programa estrena en el Paraninfo de la Universidad Doble fuga de Ricardo Storm, dedicada a Néffer. En este año comienza sus estudios de Historia de la Música con el Maestro Ángelo Turriziani.
El 14 de septiembre de 1952 brinda un concierto en el «Ciclo de Música Moderna» en Sala Verdi, organizado por AEMUS. Estudia canto durante un año con la Maestra Carlota Bernhard.
En 1953 finaliza sus estudios de perfeccionamiento de piano con el Maestro Kolischer y el 19 de diciembre de ese año, por Radio CX 32, hace la primera audición del Homenaje a Paul Klee de María Angélica Piola.
El 23 de abril de 1954 realiza en el Teatro del Pueblo un concierto de despedida antes de su viaje a Europa. Allí estrena las obras Aria y Burlesca de María Angélica Piola y realiza para Uruguay el estreno de la Sonata Nº 3 de Paul Hindemith, además de interpretar obras de Faure, Cimara, Stravinsky y Ricardo Storm.
Parte el 27 de abril de 1954 con Roberto Fontana, Jorge Arteaga, Julio E. Suárez (Peloduro), Esther Quesada, José Gurvich, Renée Magariños, Julio Arce, Miguel Gorgas, Jorge Reiner y  Antonio Pezzino entre otros.
Ya en Europa estudia estética musical en Barcelona con el Maestro Federico Mompou y estética del canto con Conchita Badía. También es escuchada por los maestros Frank Marshall y Oscar Esplá. Realiza conciertos radiales en Barcelona. En Madrid estudia interpretación de obras contemporáneas con los compositores José Muñoz Molleda y Luigi Dallapiccola. En Roma realiza un concierto para la Radio Oficial ejecutando obras de Storm, Piola y Estrada. En Venecia recibe clases de interpretación de música contemporánea a cargo del compositor Benjamín Britten. En París toma contacto con los compositores André Jolivet y Jean Rivier.

## Familia, docencia y actividad política
Al regresar de Europa, anuncia futuros recitales en América y Europa. Suspende sus actividades profesionales al contraer matrimonio el 15 de agosto de 1955. Tiene tres hijas: Cecilia (1956), Verónica (1957) y Ana (1958) y dedica esos años a ellas. Es en 1964 que reinicia sus actividades al ser contratada por el Conservatorio Musical María Angélica Piola para dar clases de Cultura Musical.
En 1965, el 29 de octubre, organiza y dirige un festival a beneficio de la Escuela N.º 80 en el Teatro Solís. También ese año da un recital con obras de Telemann, Schubert y el español contemporáneo José Muñoz Molleda por CX 14 Radio El Espectador.
En 1966, los días 26 de junio y 3 de julio, realiza conciertos en CX 16 Radio Carve interpretando Zípoli, Bartók, José Muñoz Molleda, Pochelbel, Telemann e Hindemith. En el último de ellos estrena Minuetto, obra de Ángelo Turriziani dedicada a Néffer Kröger.
El 8 de julio de 1967, organizado por el Conservatorio María Angélica Piola, da una disertación con ilustraciones pianísticas sobre clavecinistas italianos, franceses y alemanes, en el Centro Unión Cosmopolita del departamento de Colonia.

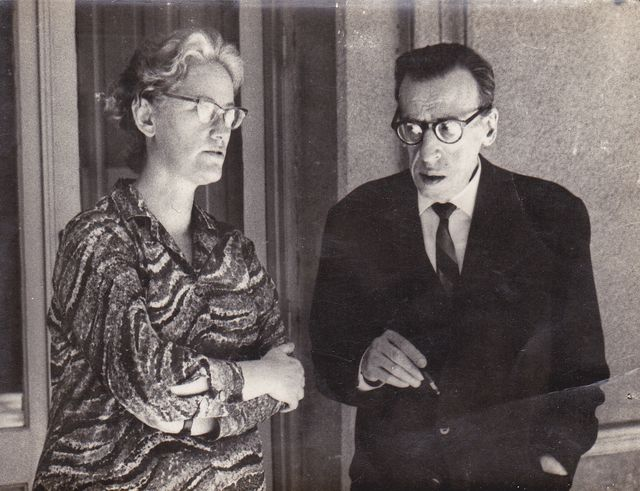
Néffer Kröger y Paco Espínola.

En 1968 comienza la Licenciatura en Musicología en la Facultad de Humanidades y Ciencias y en 1969 ingresa como docente a la Universidad del Trabajo del Uruguay (UTU). Es profesora de Música graduada por el CONAE.
El 10 de febrero de ese año asume el cargo de Ayudante de Profesor del Departamento de Musicología en la Facultad de Humanidades y Ciencias. Organiza innumerables conciertos durante el tiempo que ejerce el cargo. Pasan por la Sala de Audiciones del Departamento de Musicología renombrados intérpretes y compositores como Hugo Balzo, Héctor Tosar, Luis Batlle Ibáñez, Victoria Schenini, Mercedes Olivera, Celia Rocca de Musetti, Francisco José Musetti, Santiago Bosco, Carmen Mender, Daniel Viglietti, Jorge Oraison y René Marino Rivero. Renuncia al cargo de Ayudante de Profesor el 20 de agosto de 1970.
El 8 de noviembre de 1972, organiza y participa en el Recital «Carmen Barradas» en el Auditorio Carlos Vaz Ferreira de la Biblioteca Nacional, junto a Victoria Schenini, Luis Batlle Ibáñez, Héctor Tosar, Carmen Ménder, Hugo Balzo y Ángelo Turriziani.
En 1973, coordina y asesora un ciclo de seis programas por Canal 5 Sodre, titulado Música insólita: Carmen Barradas, con ilustraciones de la música de Carmen Barradas a cargo de Victoria Schenini, Martha Fornella, Carmen Ménder y la misma Néffer Kröger.
1973 es el año que inicia la dictadura cívico-militar en Uruguay. Es entonces que Néffer Kröger opta por posicionarse decididamente en contra de la misma. Entre las diversas manifestaciones políticas, sociales y culturales en las que participa en su lucha por el retorno a la democracia, se destaca su afiliación al Partido Comunista del Uruguay, al que pertenecerá hasta su muerte.
Desde este momento todos sus esfuerzos estarán al servicio de la difusión de la cultura y en particular de la figura de Carmen Barradas.
En el año 1974 organiza un ciclo de recitales preparatorios al Año Internacional de la Mujer: 8 de marzo, 26 de abril y 24 de junio en el Auditorio Vaz Ferreira de la Biblioteca Nacional; 28 de septiembre en el Centro Unión Cosmopolita de Colonia, y 29 de noviembre nuevamente en el Auditorio Vaz Ferreira. Toca obras de Carmen Barradas, María Angélica Piola, Vivaldi, Mozart y Bartók. En el primer recital estrena “Homenaje a Kolischer” de Ricardo Storm.
Este mismo año, el 25 de junio, realiza una conferencia sobre Carmen Barradas en el Círculo de Bellas Artes.
El 28 de mayo de 1975 da un concierto en el Paraninfo de la Universidad. En esa oportunidad estrena Momento Puckiano de María Angélica Piola. Esta obra también fue dedicada por Piola a Néffer Kröger. En este mismo recital graba por primera vez Fabricación de Carmen Barradas con motivo del lanzamiento del LP 150 años de la Música Uruguaya, organizado por el Conservatorio Universitario de Música y la Universidad de la República. El disco es editado por el sello Orfeo.
El 10 de octubre de 1975, Néffer organiza y participa del concierto en homenaje a Carmen Barradas en las instalaciones del Jockey Club de Montevideo. Este es el primer evento preparado por la Comisión Carmen Barradas, presidida por Néffer Kröger, en el Año Internacional de la Mujer. Esta Comisión estuvo integrada también por: Gladys Depaulo de Bonilla, Blanca Scandroglio, Mario Nelson Santos, Coca Campistrous y Santiago Vives. Es para el 3 de diciembre del Año Internacional de la Mujer que en el Club Náutico de Carrasco y Punta Gorda organiza la actuación del coro de niños del Instituto Crandon, dirigido por la maestra María Angélica Lagomarsino de Peyrót. En esta oportunidad se estrenan cuatro canciones infantiles de Carmen: La lavandera, Los tres compañeros, Barquito de estrellas y Tengo un burrito.
Al año siguiente, 1976, el 17 de marzo se lanza a la venta el LP Carmen Barradas, editado por el sello Sondor, gracias al esfuerzo realizado por la Comisión Carmen Barradas.
El 1 de abril de 1976, luego de largas gestiones, Néffer Kröger logra que la Intendencia Municipal de Montevideo designe una calle con el nombre de Carmen Barradas.
Ese mismo año, el 27 de junio, organiza con la Comisión Carmen Barradas y participa en el concierto Música uruguaya por intérpretes uruguayos, realizado en el Teatro del Notariado. Allí interpreta obras de Barradas, Ricardo Storm, Gilardoni, Jaurés Lamarque Pons y estrena Madrigal de Ángelo Turriziani.
El 10 de agosto, la Comisión Carmen Barradas presenta el «Conjunto experimental de Ópera», donde se interpreta el 3.er. acto y escenas del 4.º acto de La bohème de Puccini.

## Prohibición y destitución
1977 también es un año de mucha actividad. El 2 de mayo realiza un recital en la Asociación Cristiana de Jóvenes. El 28 de mayo da un concierto en el Colegio San Francisco de Asís.  El 11 de junio, brinda un recital en el Museo Departamental de San José. En todos ellos interpreta obras de Alfonso Broqua, Luis Cluzeau Mortet, Roberto Lagarmilla, Santiago Vives, Maidanik, María Angélica Piola, Ricardo Storm y Carmen Barradas. Después de la última actuación, es destituida de la docencia por su ideología política y se le prohíbe actuar como pianista en público.
Esta circunstancia la lleva a buscar otras formas de promoción de las artes y la cultura nacional. Es así que constituye una Comisión junto a Delma Cola de Firpo, Dumas Oroño y Santiago Vives y organizan, en la Sala de Exposiciones de la Asociación Cristiana de Jóvenes, dos exitosos Encuentros de Arte Aplicado en los meses de noviembre de los años 1977 y 1978. El primero se realiza en homenaje al ceramista Marco López Lomba y el segundo, en homenaje al pintor Ángel Damián. En ellos participan más de 30 expositores cada año, entre artistas plásticos, ceramistas, orfebres, tapicistas, artesanos de la madera, el hierro y el vidrio: Tomás Cacheiro, Carlos Caffera, Enrique Silveira y Jorge Abbondanza, Rodolfo Visca, Octavio Podestá, Lilián Lipschitz, Ruben Zina Fernández, Dumas Oroño, Alicia Asconeguy, José Cardozo, Águeda Dicancro, Ernesto Arostegui, Wilfredo Díaz Valdéz, Jorge Galeano Muñóz, Abel Oroño, Diego Trelles, son algunos de los destacados artistas que participaron de este movimiento cultural.
Continuando con esta línea de trabajo, sigue organizando exposiciones, realiza conferencias y publicaciones de fichas de compositores uruguayos contemporáneos. El 31 de octubre de 1978, da una conferencia sobre La música uruguaya contemporánea en Cinemateca Uruguaya, sala Pocitos.
En 1980 publica fichas de cuatro compositores uruguayos: Diego Legrand, Juan José Iturriberry, Renée Pietrafesa y León Biriotti a través del Centro de Investigaciones Musicológicas del Departamento de Cultura de la Asociación Cristiana de Jóvenes.
Su monografía Elementos para una investigación sobre Carmen Barradas queda registrada en la Biblioteca Nacional.
En julio de 1980 comienza a trabajar en el Departamento Cultural de la Asociación Cristiana de Jóvenes. Desde allí, junto a Santiago Vives, organiza recitales, exposiciones y eventos a través de comisiones organizadoras buscando siempre la integración y el trabajo colectivo.
En septiembre de ese año organiza con Marta de Leites, Dumas Oroño y Hugo Giovanetti, el Primer Salón de Arte Joven. Formaron parte del mismo, 45 plásticos seleccionados por un jurado integrado por el Prof. Arq. Fernando García Esteban, el pintor Juan Storm y el escenógrafo Osvaldo Reyno.
En 1981, junto a Beatriz Gulla, forma parte de la Secretaría de la Vicepresidencia para América Latina del Consejo Mundial de Artes y Oficios (World Crafts Council –WCC- asociado a la UNESCO), que durante 4 años se establece en Uruguay a cargo de Olga S. de Artagaveytia. Desde allí se organizan eventos, exposiciones, publicaciones, talleres  y encuentros de artesanos. De las innumerables y fructíferas reuniones que se llevaron adelante con los artesanos, se concreta la Asociación Uruguaya de Artesanos (AUDA). Esta organización gremial, que surge del espacio generado por las reuniones con el Consejo Mundial de Artes y Oficios, logra la concreción de su espacio colectivo de comercialización de  artesanías: El Mercado de los Artesanos.
En octubre de 1981 viaja a Ecuador, contratada por la Pontificia Universidad Católica, con sede en Cuenca, para fundar la cátedra de Etnomusicología. Desarrolla planes de trabajo de investigación para estudiantes de la Facultad de Filosofía y del Conservatorio Universitario de Música. Realiza trabajos en colaboración con la OEA y el Instituto Azuayo de Folclor: Sacrificios de Toros en Girón (Azuay), El pase del Niño (Cuenca) y Rituales en día de difuntos (Cañar)).
De vuelta en Montevideo realiza, el 16 de septiembre de 1982, en la Iglesia San José (Vascos) una conferencia sobre El canto polifónico medieval como parte del ciclo de conferencias y conciertos El canto en la liturgia cristiana, organizado por el Instituto Ecuménico.
El 28 de julio de 1983, en la Sala 3 de Cinemateca Uruguaya, brinda una conferencia sobre Instrumentos populares ecuatorianos y su funcionalidad.

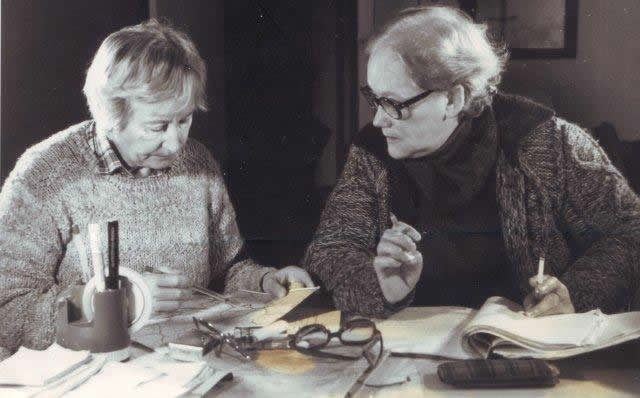
Néffer Kröger y Blanca Scandroglio realizando el censo de artesanos, en su trabajo para el Consejo Mundial de Artes y Oficios, 1983.

Entre 1983 y 1984, junto con Blanca Scandroglio y a través del Consejo Mundial de Artes y Oficios, comienza un relevamiento metódico, pueblo a pueblo, de los artesanos que no integraban el área metropolitana. Una vez culminada la etapa de recorrida por el territorio nacional, se dedican a la sistematización de los datos obtenidos e informe de la investigación intentando concretar los objetivos de la misma: conocimiento del perfil del sector artesanal uruguayo en ese momento socio-histórico y posible incidencia en políticas culturales.
En 1984 escribe el artículo Carmen Barradas: instancias para redescubrir una compositora, que se publica en la revista mexicana «Heterofonía», a pedido del Conservatorio Nacional de Música de México D.F.
El alejamiento de la actividad docente y musical la acercó a otras actividades e inclinaciones que habían estado presentes en su formación cultural. Por ello incursiona en la pintura, asistiendo al Taller del Maestro Dumas Oroño.
También se acerca a la poesía, participando en publicaciones colectivas que involucran textos, dibujos, ilustraciones y grabaciones sonoras  de varios artistas, como lo fue la propuesta de cba s.r.l., a través de sus revistas «a» y «b» (1979 y 1980). En la edición de «b», participa con poemas bajo el seudónimo Ana Ruiz e ilustraciones de los mismos a cargo de una de sus hijas, Verónica Gonçalves Kröger. También preparó varios libros de poesía, aún inéditos.
También han quedado inéditos diversos trabajos de investigación musicológica: La polka y su vigencia en el Uruguay(en colaboración con el Maestro Julio César Huertas), Una geografía de la cultura popular uruguaya, Las Troupes de Carnaval en Uruguay (en colaboración con el Lic. Nelson Ferrer), entre otros.

## Restitución a la docencia, publicaciones y últimos recitales
Ya en democracia es restituida a la docencia en el Departamento de Tecnología Educativa de la UTU.
En 1986 dirige el Centro de Investigaciones Musicológicas (CIM) perteneciente al Departamento Cultural de la Asociación Cristiana de Jóvenes.
En febrero, realiza también breves reseñas biográficas de compositores uruguayos para los XVII Cursos Internacionales de Verano a través de la Dirección General de Extensión Universitaria de la UdelaR. Trabaja sobre los compositores Dalmiro Costa, Luis Sambucetti, Alfonso Broqua, Eduardo Fabini, Luis Cluzeau Mortet, Carmen Barradas, César Cortinas y Carlos Giucci.
En abril de 1986, organiza el Primer Encuentro Nacional de Cerámicaen el Salón de Exposiciones de la Asociación Cristiana de Jóvenes. Participan los departamentos de Canelones, Cerro Largo, Colonia, Maldonado, Montevideo, Paysandú, Río Negro, Rivera, Rocha, Salto, Soriano y Tacuarembó. Participan artesanos en forma individual y en forma colectiva a través de sus Talleres. La comisión organizadora estaba formada por Raquel Bocchi, Orlando Firpo, Marta Fornasari, Dumas Oroño, Amelia Scarani, Santiago Vives y Néffer Kröger.
En octubre de 1987, en continuidad con el Encuentro Nacional del año anterior y nuevamente en la Asociación Cristiana de Jóvenes, algunos de los integrantes de aquella comisión, organizan la Primera Bienal de Cerámica Uruguaya llamada «Uruguay Cerámico» en homenaje al ceramista José Collel.
Durante los años 1986, 1987 y 1988 escribe críticas musicales para el semanario El Popular siendo responsable de la sección “Música Nacional y contemporánea” del mismo.

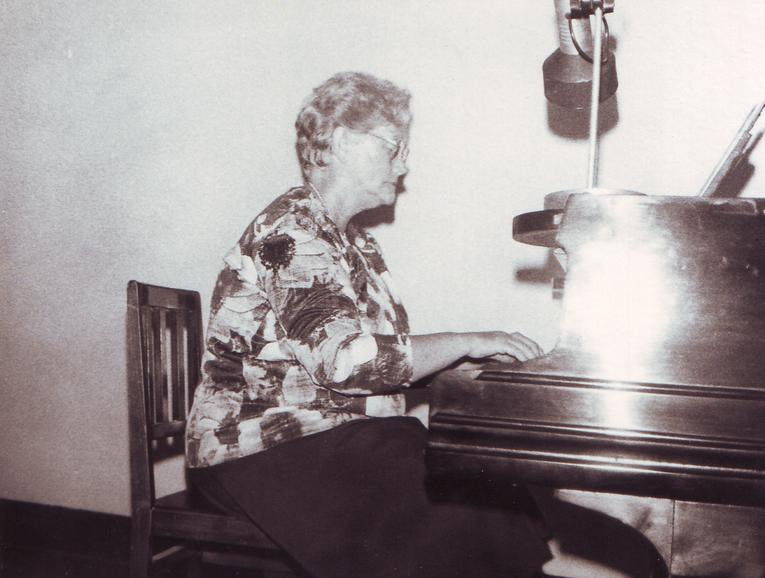
Néffer Kröger en estudio de grabación.

En 1988, luego de muchos años, vuelve a tocar en público. Realiza dos recitales en homenaje al centenario del nacimiento de Carmen Barradas: el 18 de marzo en el Museo Nacional de Artes Visuales (MNAV), y el 19 de agosto en la Asociación Cristiana de Jóvenes.
Ese mismo año, el Centro de Estudios Musicales Argentino Uruguayo (CEMAU) graba en el estudio «La Batuta» un casete que incluye La niña de la mantilla blanca” de Carmen Barradas y Homenaje a Kolischer de Ricardo Storm, interpretados por Néffer Kröger.
El 12 de septiembre de 1989, realiza un recital en la Sala Carlos Vaz Ferreira de la Biblioteca Nacional: Homenaje a María Angélica Piola, en el primer aniversario de su desaparición física.
El 18 de octubre del mismo año, en el Instituto Cultural Anglo Uruguayo, brinda una conferencia-concierto: La mujer uruguaya en la creación musical nacional ilustrando con obras de María Angélica Piola y Barradas. Participan también Beatriz Lockhart, María Minasián y Renée Pietrafesa Bonnet.
16 de noviembre de 1989, el CEMAU organiza en el Instituto Italiano de Cultura una conferencia-concierto titulada Homenaje a Luis Cluzeau Mortet en el centenario de su nacimiento. En este acto, Néffer Kröger acompaña al piano a la soprano Gloria de León.
1990 la encuentra encargada del Curso de Etnomusicología de la Escuela Universitaria de Música de la Universidad de la República, como docente interina.
En 1991 se jubila como docente de Educación Técnico Profesional de la Universidad del Trabajo del Uruguay.
En 1992 el CEMAU publica los Tomos 1 y 2 de Músicos de aquí. Néffer Kröger participa en el segundo volumen con artículos sobre vida y obra de Carmen Barradas y de María Angélica Piola.
El 29 de junio de 1993, con 68 años, obtiene el título de Licenciada en Musicología, otorgado por la Escuela Universitaria de Música de la Universidad de la República.

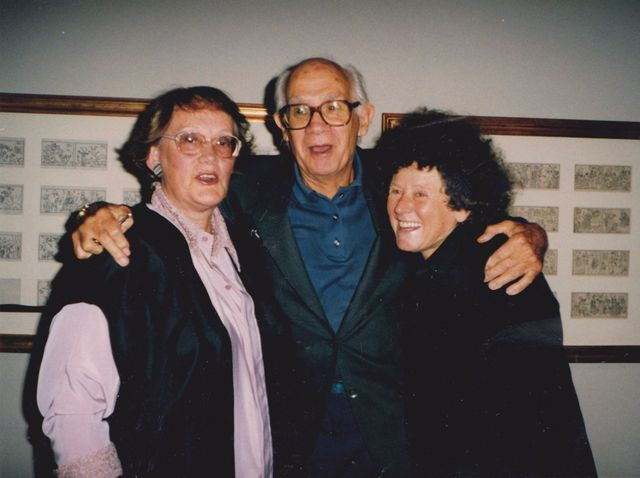
Néffer Kröger, Dumas Oroño y Renée Pietrafesa.

El 30 de marzo de 1995, ofrece su último concierto: el Recital Barradas en el Museo Municipal de Bellas Artes Juan Manuel Blanes. Interpreta: Estudio rítmico tonal en si b antiguo, Aurora en la enramada y el tríptico Aserradero, Fundición y Fabricación. Renée Pietrafesa improvisa sobre la atmósfera barradiana.
En 1996 es elegida Vicepresidenta de la Asamblea del Claustro de la Escuela Universitaria de Música.
19 de septiembre, víctima de un accidente automovilístico de carretera en el Departamento de Rocha, fallece Néffer Kröger.
En junio de 1997, el CEMAU publica los Tomos 3 y 4 de Músicos de aquí. Se incluye su trabajo póstumo sobre vida y obra de Héctor Tosar.

## Juicio al SODRE. Publicación póstuma de sus trabajos
Antes de su inesperado fallecimiento, Néffer Kröger había iniciado un juicio al SODRE por la edición del CD La música culta uruguaya, Volumen 1, sello editorial fonográfico del Sodre del año 1995, en el que se incluía Fabricación de Carmen Barradas interpretada por ella, que figuraba en el disco como ejecutada por el Maestro Hugo Balzo.
Luego de un extenso juicio que siguieron sus hijas y de un fallo a su favor por la Justicia,se realizó la publicación póstuma de sus trabajos “Carmen Barradas” y “Aportes para el estudio del Sistema Poligonal de Carmen Barradas” junto a un CD ilustrativo. En estos trabajos el compilador y asesor es el Maestro Julio César Huertas.
La presentación del libro “Carmen Barradas una auténtica vanguardista” que contiene estos trabajos se realizó el 18 de marzo de 2015 en Montevideo, con un Concierto-Homenaje en el que se interpretaron obras de Carmen Barradas.